# Gunilla Bielke
Gunilla Bielke, född 25 juni 1568, död 25 juni 1597, var Sveriges drottning mellan 1585 och 1592 genom sitt giftermål med Johan III. Hon agerade som Johans rådgivare och hade genom honom ett omvittnat inflytande över Sveriges politik.

## Biografi
Gunilla Bielke var dotter till Margareta Axelsdotter (Posse) och Johan Axelsson (Bielke) till Häradssäter och Räfvelsta, riksråd och ståthållare över Östergötland. Hon blev tidigt föräldralös och blev 1582 hovjungfru hos drottning Katarina Jagellonica.
Halvtannat år efter Katarina Jagellonicas död 1583 började kungen se sig om efter en ny drottning och hans val föll på den sextonåriga Gunilla Johansdotter Bielke. Konungens syskon, så väl hertig Karl som Cecilia, Anna, Elisabet och särskilt Katarina, sökte på allt sätt förmå honom att avstå från denna förbindelse och i stället välja en drottning ur något utländskt furstehus.
Det av syskonen som enligt Johans utsago "mest brukat munnen och bjäbbat härom" var hans äldsta syster Katarina, som till och med påstod "ibland andra försmädeliga ord, att djävulen slet många par skor sönder, förrän svenska drottningen kom till sin slutliga höghet". I det brev till sin syster Elisabet i vilket Johan beklagade sig över detta tillade han: "Den, som vill hava gott av Oss, må icke reta Oss utan orsak till vrede. Eljest vele Vi väl finna sätt och så laga’t, att det skall ångra dem som sådant göra, och att spe skall komma för spottarens dörr."
Johan förblev orubblig. Som skäl för att inte välja en utländsk furstinna uppgav han att hans barn skulle påverkas mindre politiskt av en allians med ett utländskt furstehus, men också att man inte kunde lita på porträtt under giftermålsförhandlingar, och därför var det säkrast att "taga sig en sådan person här inrikes, som själv sett haver". Han påpekade också att även deras far hade gift sig med inhemska medlemmar av adeln, att ett utländskt giftermål kostade tid och pengar, och att han ville gifta sig snabbt. Han menade också att en inhemsk undersåte inte skulle kunna ställa samma krav som en utländsk furstinna utan i stället vara så tacksam, lydig och tjänstvillig som en hustru väntades vara.
Gunilla Bielke motsatte sig själv äktenskapet. Hon hade sagt ja till giftermål med Per Jonsson (Liljesparre), och då konungen meddelade henne sitt val, fick han ett bestämt nej på sitt frieri. Enligt traditionen blev han så upprörd över detta att han slog henne i ansiktet med sin handske och gick sin väg. Bielkes släktingar var av en annan mening, de tyckte att en förbindelse med kungahuset var ett tillfälle som inte fick släppas ur händerna, och bestormade henne med böner och hotelser, tills hon slutligen gav sitt samtycke.
Vigseln ägde rum i Västerås den 21 februari 1585. Den följdes av Gunilla Bielkes kröning dagen därpå. Bröllopet och kröningen var mycket påkostade och Johan var särskilt noga med att det skulle vara praktfullt på grund av kritiken mot Bielkes status och rang. Särskilda kröningsregalier tillverkades för tillfället. Bland gästerna fanns tronföljaren Sigismund och dottern Anna, änkedrottning Katarina Stenbock och kungens syster hertiginnan Sofia av Sachsen-Lauenburg med sin son Gustav och den med kungahuset besläktade högadeln. Av Johans syskon närvarade endast Sofia vid bröllopet. Detta orsakade en schism mellan syskonen, och Johan bestraffade bland annat Elisabet och Cecilia ekonomiskt. 
Svårast blev konflikten med brodern Karl. På bjudningsbrevet till bröllopet svarade hertigen: "Ändock vi hellre hade unt och önskat, att Eders kungl. Maj:t hade velat utse sig ett högre och förnämligare giftermål, men efter att detta haver varit Eders kungl. Maj:t behageligit, önske vi Eders kungl. Maj:t därtill lycka och Guds välsignelse och bedje Gud, att det må lända Eders kungl. Maj:t och Eders kungl. Maj:ts käre barn, land och kungarike till gagn och godo." Hertigparet tackar vidare för inbjudan. "Men", heter det, "efter det tiden är oss alltför stackot och vi av sådane högtid tillförene slätt intet hört have, kunne vi oss i så stackot tid till en konglig högtid icke bereda. Begäre för den skull broderligen och kärligen, att Eders kungl. Maj:t vill hava Oss och Vår kära husfru broderligen och kärligen entskulligat."
Ceremonin förrättades i domkyrkan av ärkebiskop Andreas Laurentii Björnram och följdes av tornerspel, som hertig Sigismund skickat ut inbjudningar till och där den nyblivna drottningen delade ut prisen. Ericus Jacobi Skinnerus hade skrivit en latinsk hyllningsdikt på hexameter till bröllopet.

### Drottning

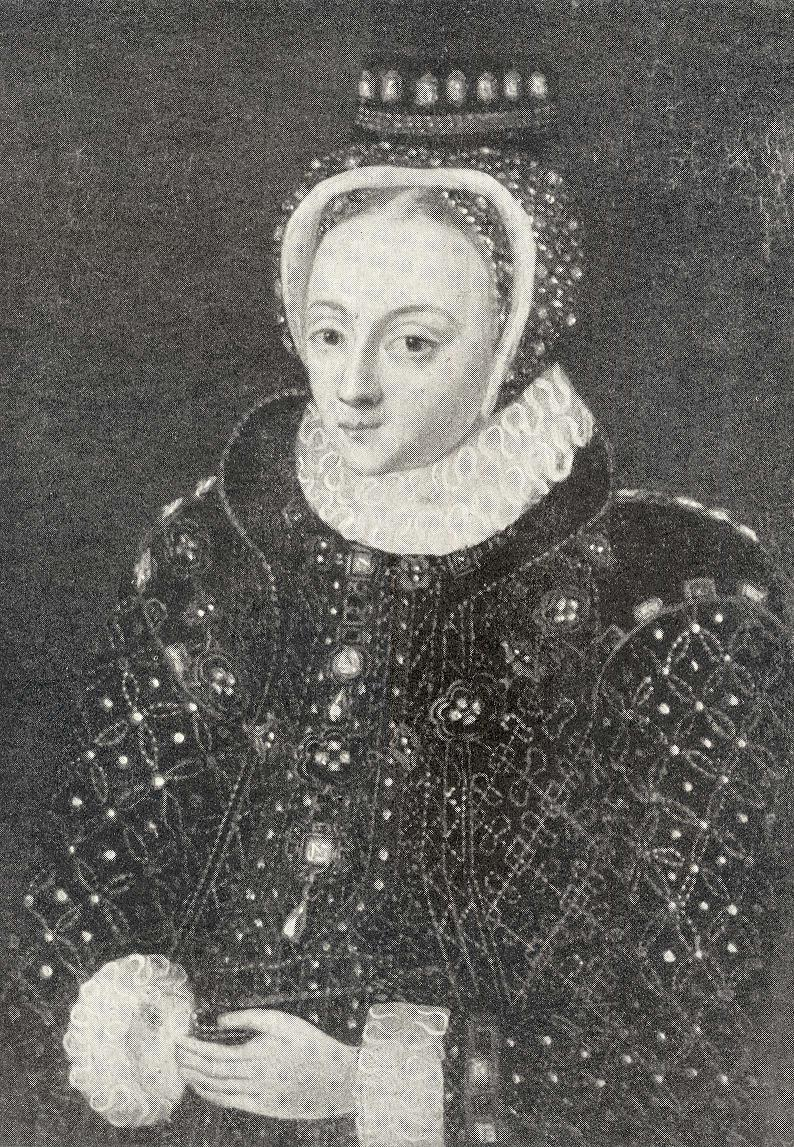
Drottning Gunilla omkring 1588.

Giftermålet blev inte utan inflytande på konungen. Vid den strängt protestantiskt sinnade drottning Gunillas sida svalnade småningom Johans iver för katolska läran, fast han aldrig lämnade sina drömmar om möjligheten att påtvinga svenska kyrkan den katolska kyrkans liturgi. Bielke anses ha påverkat Johan III och hans politik i protestantisk riktning. Hon ingrep flera gånger till förmån för förföljda antiliturgistiska präster.
Påsken 1586 beskrivs Bielke av resenären Samuel Kiechel, som närvarade vid en offentlig middag på Kalmar slott. Han beskriver hur Johan satt vid ena änden av bordet med Bielke och hennes ogifta systrar på sin vänstra sida och med sina barn Sigismund och Anna samt sin syster Sofia och systerson Gustav på den andra. Kiechel beskriver Bielkes icke kungliga bakgrund och uppgav att äktenskapet hade ingåtts: "för hennes skönhets skull, då hennes far endast var riddare och adelsman där i landet".
Gunilla Bielke anlitades ofta av supplikanter och bedrev en hel del filantropi. Bland annat grundade hon ett barnhus i Uppsala. Johan III medgav själv öppet att han ingripit i olika ärenden med motiveringen "för vår älskelige käre husfru drottningens förbön". Hennes inflytande till förmån för sin släkt ska inte överdrivas. 1588 betalade kungen hennes två systrars praktfulla dubbelbröllop i Kalmar, men hon kunde uppenbarligen inte göra något för att hjälpa sin släkt då den med övriga rådsadeln hamnade i konflikt med kungen efter Revalmötet 1589, trots att hon inte kan ha varit omedveten om hur konflikten byggdes upp. Bielke följde med Johan till Reval 1589 med sin son och bevittnade hela konflikten på plats. Hon medverkade aktivt som medlare i konflikten mellan monarken och de avsatta rådsmedlemmarna. Liksom dåvarande änkedrottningen anlitades hon flitigt av de kvinnliga anhöriga till rådsmedlemmarna. Hon lyckades slutligen utverka benådning för sin förre förmyndare Hogenskild Bielke.
Gunilla Bielkes inflytande över Johan III beskrivs i vissa källor som att hon missbrukade sin ställning och inkräktade på hans befogenheter. I Karl IX:s rimkrönika antyds att hon använt sitt inflytande för att gynna sin släkt för mycket:
Med drottning Gunnel vele vi tale
hon kan oss mycket hugsvale,
hos konungen kan hon fodra bäst.
ty hon är vår vän och släkten bäst
Även Johans syskon vände sig till Bielke för att hon skulle använda sitt inflytande. Bland annat bad Sofia 1590 att hon skulle förmå Johan att återkalla hennes sons förvisning från hovet, och Anna bad henne 1592 att förmå Johan att betala hennes hemgift. Under Johans sista regeringsår utfärdades ett anmärkningsvärt stort antal brev i drottningens namn (namnteckning »Gun-nell»). Johan III lät också år 1590 insätta Gunilla som regent i en eventuell förmyndarregering i det fall deras gemensamma son skulle tillträda tronen som omyndig, "efter det att och ingen mere och bättre kan vårda sig om barnet helst efter faderns frånfälle än modern", men Gunillas son kom aldrig att bli kung.
Gunilla beskrivs i den samtida krönikan av Aegidius Girs som lojal: hon uppges där ha stött Johan med sin högra hand vid hans dödsbädd medan hon hållit deras son med den vänstra.

### Änkedrottning
Efter kungens död 1592 levde hon på ett livgeding, som hertig Karl försökte inskränka. Efter kungens död bodde hon länge kvar på Stockholms slott för att invänta Sigismunds ankomst och Johans begravning, något Karl protesterade mot. Karl spred ut ryktet att hon hade undanhållit nyheten om kungens död i flera dagar för att kunna gömma undan arvegods och lät inventera husgerådskammaren. I själva verkat hade Karl varit väl underrättad och fått regelbundna rapporter om kungens hälsotillstånd. Vid Sigismunds ankomst krävde Gunilla en inventering för att rentvå sig själv och visade sin åtkomsträtt med Johans gåvobrev. Hon avstod dock inte från att försäkra sig om så många fördelar hon lagligen kunde, och den nya drottningen, Anna av Österrike, klagade över att Stockholms slott var obekvämt sedan Gunilla tagit med sig det mesta. Gunilla stred för det arv och den livgeding Johan hade testamenterat henne, trots att Karl försökte motsätta sig hennes rättigheter med motiveringen att hon hade fått för mycket och att Johans testamente borde anses olagligt. Sigismund konfirmerade dock hennes krav 18 maj 1594.

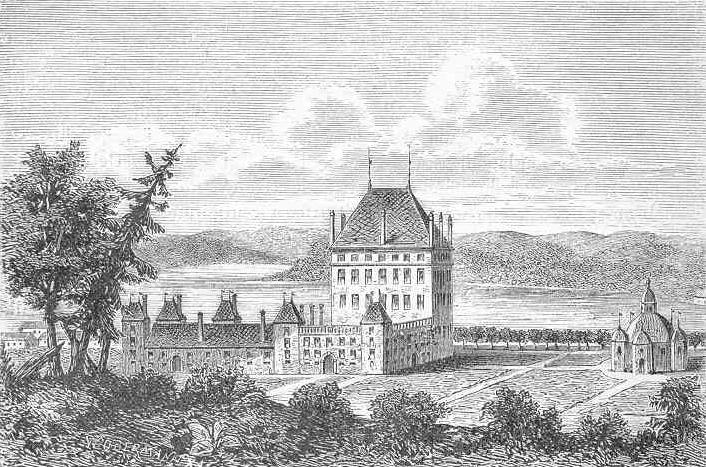
Bråborg, efter Erik Dahlberghs förlaga i Suecia antiqua et hodierna.

Gunilla drog sig därefter tillbaka till Benhammars gård i Uppland under sommaren 1594, som hon erhållit som en donation som reglerades genom flera brev och kom att omfatta 95 gårdar och 14 torp. Genom en annan donation från Johan III hade hennes ärvda barndomshem Liljestad i Skönberga därtill utökats. I testamentet hade Gunilla fått full vårdnad om sonen Johan, hertig av Östergötland. Senhösten 1595 flyttade hon dit, till Bråborgs slott vid Bråviken i Östergötland, som hade uppförts som änkesäte i hennes morgongåvogods i Dagsbergs, Konungsunds och Östra Stenby socknar.
Till hennes livgeding hörde omfattande förläningar i Finland, Björneborgs stad och gård med sammanlagt 3 000 hemman. I morgongåvobrevet tillförsäkrades hon därtill ett kontantbelopp på 30 000 dir. Men många av de utlovade förmånerna kom henne aldrig till godo. Hon förhandlade förgäves med både Karl och Sigismund för att få ut sina räntor och försökte också få ut den skuld på 6 000 dir kronan hade till henne sedan hon finansierat »krigssakerne» under makens sista regeringsår.
Gunilla avled på Bråborg samma dag som hon fyllde 29 år 1597 efter sex veckors sjukdom i feber och gravsattes den 21 januari 1598 i Vasakoret i Uppsala domkyrka.
Gunillaklockan vid Uppsala slott är uppkallad efter henne.

### Barn
1. Johan (1589–1618)

## Anfäder
|                             |  |  |  |  |  |  |  |                             |  |  |  |  |  |  |  |                               |  |  |  |  |  |  |  | Erik Turesson Bielke          |
|                             |  |  |  |  |  |  |  |                             |  |  |  |  |  |  |  |                               |  |  |  |  |  |  |  |                               |
|                             |  |  |  |  |  |  |  |                             |  |  |  |  |  |  |  | Axel Eriksson Bielke          |  |  |  |  |  |  |  |                               |
|                             |  |  |  |  |  |  |  |                             |  |  |  |  |  |  |  |                               |  |  |  |  |  |  |  |                               |
|                             |  |  |  |  |  |  |  |                             |  |  |  |  |  |  |  |                               |  |  |  |  |  |  |  | Gunilla Johansdotter Bese     |
|                             |  |  |  |  |  |  |  |                             |  |  |  |  |  |  |  |                               |  |  |  |  |  |  |  |                               |
|                             |  |  |  |  |  |  |  | Johan Axelsson Bielke       |  |  |  |  |  |  |  |                               |  |  |  |  |  |  |  |                               |
|                             |  |  |  |  |  |  |  |                             |  |  |  |  |  |  |  |                               |  |  |  |  |  |  |  |                               |
|                             |  |  |  |  |  |  |  |                             |  |  |  |  |  |  |  |                               |  |  |  |  |  |  |  | Erik Abrahamsson Leijonhufvud |
|                             |  |  |  |  |  |  |  |                             |  |  |  |  |  |  |  |                               |  |  |  |  |  |  |  |                               |
|                             |  |  |  |  |  |  |  |                             |  |  |  |  |  |  |  | Anna Eriksdotter Leijonhufvud |  |  |  |  |  |  |  |                               |
|                             |  |  |  |  |  |  |  |                             |  |  |  |  |  |  |  |                               |  |  |  |  |  |  |  |                               |
|                             |  |  |  |  |  |  |  |                             |  |  |  |  |  |  |  |                               |  |  |  |  |  |  |  | Ebba Eriksdotter Vasa         |
|                             |  |  |  |  |  |  |  |                             |  |  |  |  |  |  |  |                               |  |  |  |  |  |  |  |                               |
| Gunilla Johansdotter Bielke |  |  |  |  |  |  |  |                             |  |  |  |  |  |  |  |                               |  |  |  |  |  |  |  |                               |
|                             |  |  |  |  |  |  |  |                             |  |  |  |  |  |  |  |                               |  |  |  |  |  |  |  | Nils Jönsson Posse            |
|                             |  |  |  |  |  |  |  |                             |  |  |  |  |  |  |  |                               |  |  |  |  |  |  |  |                               |
|                             |  |  |  |  |  |  |  |                             |  |  |  |  |  |  |  | Axel Nilsson Posse            |  |  |  |  |  |  |  |                               |
|                             |  |  |  |  |  |  |  |                             |  |  |  |  |  |  |  |                               |  |  |  |  |  |  |  |                               |
|                             |  |  |  |  |  |  |  |                             |  |  |  |  |  |  |  |                               |  |  |  |  |  |  |  | Gertrud Matsdotter Römer      |
|                             |  |  |  |  |  |  |  |                             |  |  |  |  |  |  |  |                               |  |  |  |  |  |  |  |                               |
|                             |  |  |  |  |  |  |  | Margareta Axelsdotter Posse |  |  |  |  |  |  |  |                               |  |  |  |  |  |  |  |                               |
|                             |  |  |  |  |  |  |  |                             |  |  |  |  |  |  |  |                               |  |  |  |  |  |  |  |                               |
|                             |  |  |  |  |  |  |  |                             |  |  |  |  |  |  |  |                               |  |  |  |  |  |  |  | Axel Mattsson                 |
|                             |  |  |  |  |  |  |  |                             |  |  |  |  |  |  |  |                               |  |  |  |  |  |  |  |                               |
|                             |  |  |  |  |  |  |  |                             |  |  |  |  |  |  |  | Anna Axelsdotter av Vinstorpa |  |  |  |  |  |  |  |                               |
|                             |  |  |  |  |  |  |  |                             |  |  |  |  |  |  |  |                               |  |  |  |  |  |  |  |                               |
|                             |  |  |  |  |  |  |  |                             |  |  |  |  |  |  |  |                               |  |  |  |  |  |  |  | Birgitta Eriksdotter          |
|                             |  |  |  |  |  |  |  |                             |  |  |  |  |  |  |  |                               |  |  |  |  |  |  |  |                               |

## Fiktion
Gunilla Bielke är huvudpersonen i romanen Stackars lilla drottning – Historisk roman om Gunilla Bielke, Johan III:s unga gemål (1983) av Anna Sparre.